# لوتشيانو برونو
لوتشيانو برونو (بالإيطالية: Luciano Bruno)‏ (23 مايو 1963 بفودجا في إيطاليا - ) هو ملاكم إيطالي، صنّف ضمن فئة وزن الويلتر. شارك في الألعاب الأولمبية الصيفية 1984.

## وصلات خارجية
- لوتشيانو برونو على موقع بوكس ريك (الإنجليزية) (registration required)
- لوتشيانو برونو على موقع أوليمبيديا (الإنجليزية)
- لوتشيانو برونو على موقع اللجنة الأولمبية الإيطالية (الإيطالية)